# 向宜
向宜（？—？），中国春秋時期宋国大夫，向戌的儿子，字子禄。
前522年，宋国华氏和向氏作乱，向宜没有站在兄弟向宁一方，而是作为国君宋元公的党羽，所以事情平息后，向氏没有被灭。公子城、公孙忌、乐舍、司马彊、向宜、向郑、楚建、郳甲和华氏在鬼阎作战，公子城被打败，他前去了晋国，其余七人出奔郑国。
前521年十一月初七，公子城带着晋军来到宋国，曹国的翰胡、晋国的荀吴、齐国的苑何忌、卫国的公子朝救援宋国，和华氏在赭丘作战，向宜为公子城的御戎，庄堇担任车右。